# Rosana
Rosana é um município brasileiro no extremo oeste do estado de São Paulo, onde a foz rio Paranapanema se encontra com o rio Paraná. Sua população estimada em 2024 pelo IBGE era de 17.533 habitantes.

## História
O distrito de Rosana foi criado em 28 de fevereiro de 1964, pela Lei no 8092, com território pertencente ao município de Presidente Epitácio. Em 27 de janeiro de 1966, ocorre a instalação do distrito e, através de um plebiscito, o distrito de Rosana passa a pertencer ao município de Teodoro Sampaio.  Foi emancipada em 9 de janeiro de 1990. Em 1992 é criado o distrito de Primavera que foi construído a partir dos trabalhadores da construção da Usina Hidrelétrica Engenheiro Sérgio Motta e da Usina Hidrelétrica de Rosana. O município só foi instalado em 1º de janeiro de 1993, com a posse do primeiro prefeito.

## Geografia
Localiza-se a uma latitude 22°34'47" sul e a uma longitude 53°03'33" oeste, estando a uma altitude de 236 metros. Tem a distinção de ocupar o extremo ocidental do estado. Possui uma área de 740,67 km².
Rosana é limitada ao norte pelo rio Paraná, ao sul pelo rio Paranapanema, a leste pelo córrego de Guaná e Ribeirão Grande e a oeste pela confluência dos rios Paraná e Paranapanema, ponto de grande atração turística do município. A cidade possui duas usinas hidrelétricas, que movimentam a economia local: a usina de Rosana, em funcionamento e a de Primavera, que funciona desde 2006, com Eclusa que possibilita o transporte fluvial e futuramente ligará o município ao MERCOSUL. Desde agosto de 2003, Rosana conta com um Campus experimental da UNESP (Universidade Estadual Paulista Júlio de Mesquita Filho), onde foi implantando o antigo curso de Turismo com Ênfase em Meio Ambiente, atualmente chamado apenas por Turismo.

### Porto Primavera
A Usina Hidrelétrica Engenheiro Sérgio Motta, também chamada Usina Hidrelétrica Porto Primavera, pertencente ao município de Rosana, próxima à divisa com Mato Grosso do Sul e Paraná, possui aproximadamente 10 000 habitantes. O distrito foi planejado e construído pela Cesp (Companhia Energética de São Paulo) para alojar os trabalhadores da construção da Usina Hidrelétrica Engenheiro Sérgio Motta (Porto Primavera) uma das maiores do estado e a maior em extensão do país. Primavera tornou-se distrito de Rosana, conforme Lei Municipal n.º 215/94 de 8 de abril de 1994, e dista da sede aproximadamente 12 km. Nas eleições de 2016, será realizado um plebiscito para a criação do distrito.

### Rodovias
- SP-613

## Demografia

### População
| Crescimento populacional                             | Crescimento populacional | Crescimento populacional | Crescimento populacional |
| Ano                                                  | População Total          |                          | %±                       |
| ---------------------------------------------------- | ------------------------ | ------------------------ | ------------------------ |
| 2000                                                 | 24 229                   |                          | —                        |
| 2010                                                 | 19 691                   |                          | −18,7%                   |
| 2022                                                 | 17 440                   |                          | −11,4%                   |
| Est. 2024                                            | 17 533                   | [ 10 ]                   | 0,5%                     |
| Fontes: Censos Demográficos IBGE e Estimativas SEADE |                          |                          |                          |

### Dados demográficos
Dados do censo de 2010
População total: 19.691
- Urbana:
- Rural:
- Homens: 9.780
- Mulheres: 9.911
- Densidade demográfica (hab./km²):
- Mortalidade infantil até 1 ano (por mil):
- Expectativa de vida (anos):
- Taxa de fecundidade (filhos por mulher):
- Taxa de alfabetização:
- Índice de Desenvolvimento Humano (IDH-M): 0, 764
- IDH-M Renda:
- IDH-M Longevidade:
- IDH-M Educação:

Fonte: IPEADATA)

## Infraestrutura

### Comunicações
O sistema de telefones automáticos foi inaugurado na cidade em 1981 pela Telecomunicações de São Paulo (TELESP), que também implantou o sistema de discagem direta à distância (DDD) em 1989 com o código de área (0182).
Na década de 90 o código DDD da cidade foi alterado para (018), para padronização do sistema telefônico com a telefonia celular que estava sendo implantada em todo o estado.

### Transportes
- Aeroporto asfaltado

## Turismo

### Balneário de Rosana
Há um balneário localizado nas margens do rio Paraná, inaugurado em março de 1998, o balneário é importante área de lazer e diversão. Oferece  lanchonetes e barcos para passeio.

## Pessoas ilustres
- Victório Galli - professor e político

## Religião
O Cristianismo se faz presente na cidade da seguinte forma:

### Igreja Católica
- A igreja faz parte da Diocese de Presidente Prudente.[18]

### Igrejas Evangélicas
Entre as igrejas protestantes históricas, pentecostais e neopentecostais, encontram-se na cidade:
- Assembleia de Deus Ministério do Belém.[21][22]
- Congregação Cristã no Brasil.[23]